# 한반도 평화협정
한반도 평화협정(韓半島 平和協定, 영어: Peace Treaty on Korean Peninsula, PTKP)은 1950년 한국전쟁 이후 유엔의 중재하에 1953년 체결된 한국휴전협정의 후속 조치로서 한반도에서 공식적으로 전쟁을 종료하고, 한반도의 항구적인 평화체제를 이루기 위한 방안으로 제시되고 있다.

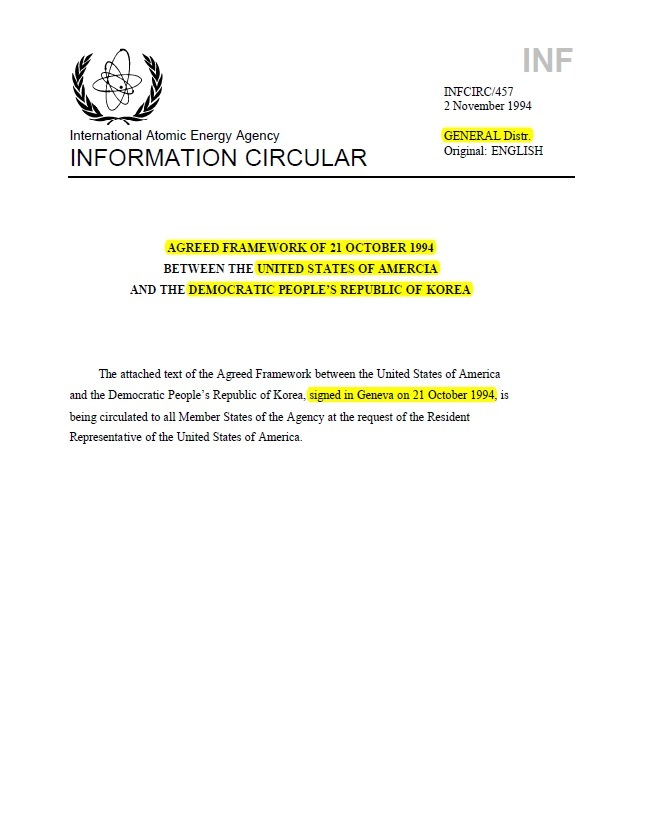
제네바 합의 표지 - IAEA

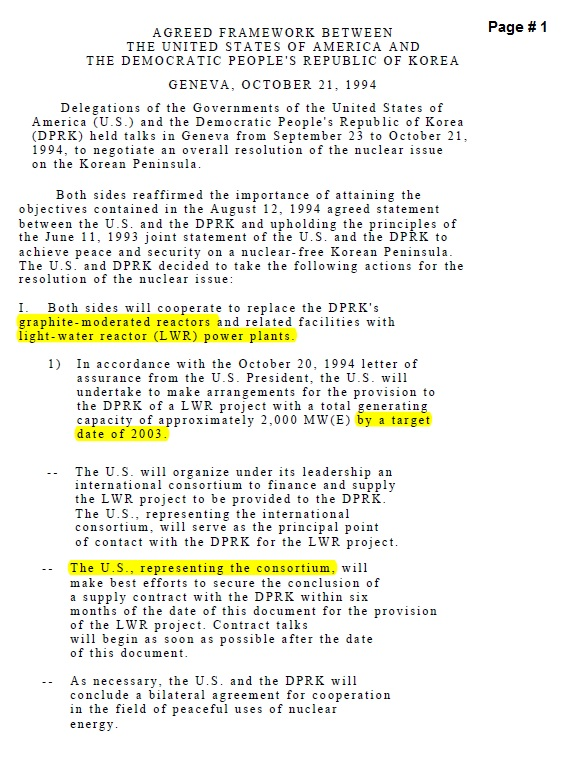
제네바 합의 PAGE #1 - IAEA: 북한의 핵 발전소를 경수로 발전소로 교체

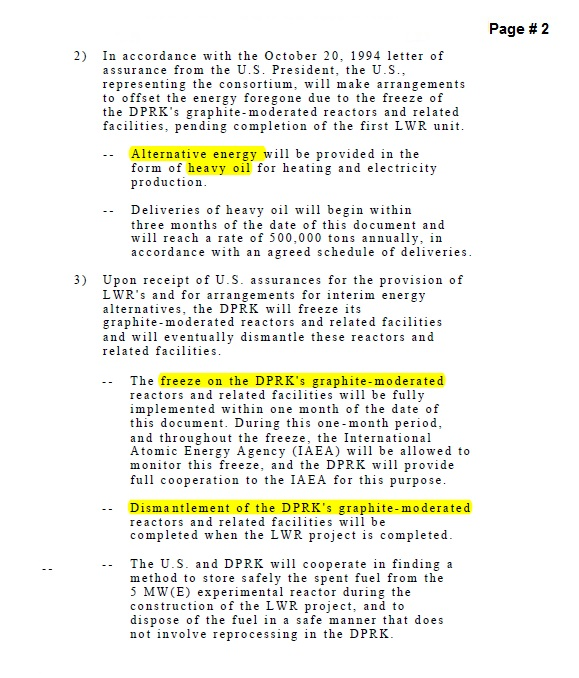
제네바 합의PAGE #2- IAEA: 북한의 핵 발전소를 향후 해체하는 조건으로 대체 에너지인 원유를 제공

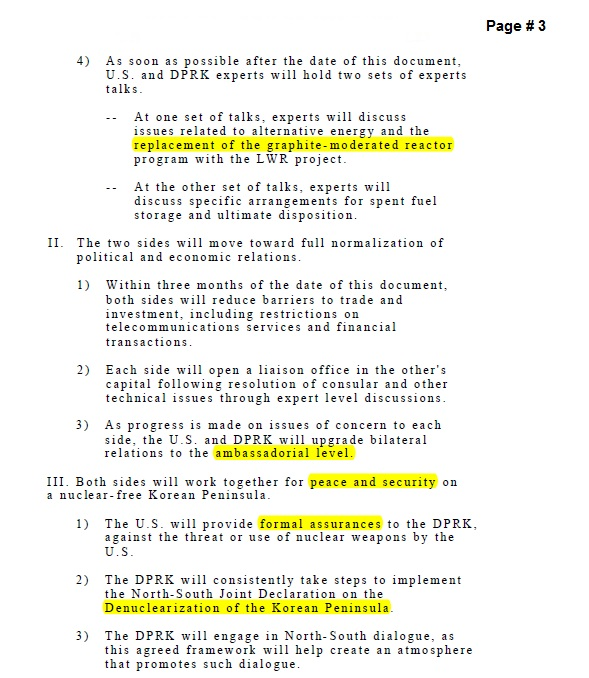
제네바 합의PAGE #3 - IAEA: 북미간의 평화협정을 공식적으로 체결하며, 미국에서 북한을 핵으로 위협 공격하지 않음을 약속

## 개요
기존에 체결된 휴전 협정은 미군이 주도로 유엔군과 중국인민지원군, 조선인민군이 참여 하여 이루어졌다. 즉, 당사자 중 한명인 남한이 빠진 상태로 유엔과 중국인민지원군 및 북한이 참여하여 휴전 협정을 서명한 것이다.

## 상세
이는 휴전 협정을 교체하는 평화 협정의 체결은 한반도에 평화 정착 및 북핵 문제의 근본적인 해결을 위한 해결책으로 제시되고 있다.
기존에 체결된 정전 협정 이후 3개월 안에 소집 되어야 하는 정전 협정 의무 조항으로 '외국 군대 철수'와 '평화 협정'의 체결을 위한 논의가 되어야 했다. 그러나, 실제 중국과 미국 등 관련국 간의 이해 관계의 충돌로 인해서. 공식적인 석상에 아직 논의가 되지 않은 것으로 알려지고 있었다. 1954년에 열린 제네바 회담에서 별다른 합의에 이루지 못하면서 한반도는 분단 상태로 남게 되었다. 그러다가 북핵 위기가 고조되는 가운데, 미국과 북한 간 극적인 평화 협정에 대한 협상 및 합의에 이르게 되는데, 이게 바로 북미 제네바 합의이다.
- 북미평화협정의 용어의 경우, 국외에서는 미북 평화협정(Peace Treaty between U.S. and North Korea)으로 부르며, 국내에서는 한반도 평화 협정으로도 불린다. 문재인 대통령은 7월 6일 독일 베를린 주요 20개국(G20) 정상회담에 참여하여, 초청 연설에서 '한반도 평화협정'이라는 용어를 사용하며, 한반도 평화 5대 원칙을 제시 하였다.[8]

## 평화협정 추진 역사
미국은 북한의 지속적인 핵실험에 따른 비핵화 노력을 위한 방안으로, 여러 가지 옵션을 고려 하였으며, 이중에서 미국-북한의 평화 협정이 한가지 방안이었다. 영국의 일간지에서 북한에 특사로 방문한 조지 워싱턴 대학교 교수인 로버트 갈루치 (Robert Gallucci)의 북한과의 1994년 협정에 대한 보도문을 통해서 밝혔다.

### 미국과북한간의 제네바 합의 요약
- 동기부여: 북한의 IAEA 핵확산방지조약(NPT) 탈퇴 및 IAEA 안전 장치 의 비 준수
- 서명날짜 및 장소: 1994년 10월 21일 로버트 갈루치 미국대사와 강석주 북한 부총리가 제네바에서 합의함.
- 요약: 한반도의 비핵화, 미국과 북한 사이의 평화 협정의 약속[9][10]

| 국가                           | 합의된 내용 | 진행 상황 |
| ------------------------------ | --- | --- |
| 미국                           | * 2003년까지 2 기의 X 경수로 발전소 1000 MWe를 북한에 배치 * 북한에게 미국의 핵무기 사용에 대한 공식 평화 보장을 제공한다. * 대체 에너지로 북한에 연간 500,000 톤 원유를 공급한다.                                                      | *원유는 배송시점이 여러번 지연되었지만 북한으로 인도되었다. * 경수로 발전소 프로젝트 자금은 미국 의회에 의해 승인되지 않았다. * 북한과의 제네바 합의는 적국에 대한 비겁한 회유책으로 미국 공화당이 비판.                                                                                            |
| 북한                           | * 5MWe 및 50 MWe 원자로 가동중단 및 건설중인 200MWe 원자로 중단 * 한반도 비핵화에 관한 1992년 공동 선언을 향한 지속적 노력 * 북한 경수로 프로젝트가 완료되면 원자로를 폐기                                                              | * 5MWe 과 50 MWe 원자로 가동중단 및 200MWe 원자로 건설 중단 * 약속 된 경수로 발전소의 약속된 시간안에 북한에 건설을 미국에 지속 요청 * 원유 공급의 지속된 지연에 대한 북한의 심각한 전력난을 미국에 전달하며, 북한을 "악의 축이라고 하는 미국의 부시 행정부의 적대 정책을 비판                      |
| 상호간에 공동 수행과제 및 결과 | * 미국과 북한 양국의 전문가 수준의 토론을 위해 다른 수도 인 워싱턴과 평양에 연락 사무소를 개설. * 무역, 투자 및 금융 거래에 대한 미국과 북한간의 장벽을 제거. * 미국과 북한 간의 상호 관계를 정식적인 특사 파견 등 국교 관계 업그레이드 | * 경수로' 발전소 프로젝트는 미국에 의해서 제시되어 2002년 12월까지 8년 동안 북한 핵 미사일의 연료인 플루토늄 생산을 잠정적으로 동결시키는데 성공했다. * 조지 W. 부시 행정부의 적대 정책과 경수로 사업의 지연으로 인해서 미국과 북한은 2003년 1월 양측 모두에게 제네바 합의는 실질적으로 취소되었다. |

- 2009년부터 오바마 대통령 과 힐러리 클린턴 국무장관은 전략적 인내라는 정책을 통해 유엔 안보리 제재등 대북 경제 압박을 지속하면서,[14] 북한이 인터넷 등 정보의 침투로 인한 자체적 정권 붕괴를 통한 북한 핵문제 해결을 기다려 왔다.[15]

- 2016년 2월, 북한의 4차 핵실험 직전에, 북핵 개발 프로그램의 종료를 안건으로 하여, 2016년 초 미국-북한의 평화 협정 체결 논의를 비밀리에 진행 하였다는것을 미국 월스트리트 저널이 보도 하였다.[16]

- 2016년 5월 제임스 클레퍼 미국 정보 국장이 한민구 국방 장관 및 국가 정보원 인사들을 만나서, 북미 평화 협정을 위한 입장을 확인하여 미국으로 귀국하였다.[17]

- 2017년 8월 5일, 중국 국가 주석 시진핑은, 트럼프에게 북한의 핵문제 해결은 군사적 긴장이 고조되는 상황에서, 상호 국가간의 존중을 원칙으로하여 “대화와 담판으로 해결”을 하도록 전화를 통해서 요청하였으며, 2017년 독일 함부르크의 G20 정상회담에서 한반도의 평화 정착을 위한 논의를 재확인하였다.[18]

### 평화 협정 체결에 대한미국의 고민
- 트럼프 미국 대통령은 판문점 선언을 지지 하였으며, 북미 정상회담에서도 판문점 선언이 북미 정상회담 선언문에 기재가 되었으며, 한국 전쟁의 공식적인 종전 선언을 미국대통령은 공식적으로 지지하였다. 그러나 미국 내에서의 국방을 담당하는 존 볼턴과 제임스 매티스 국방장관 등 강경파의 경우 종전 선언에 대해서,미국내의 이익을 고려하여, 신중한 입장을 취하고 있으며, 이들에 대한 설득이 도날드 트럼프 대통령의 고민이 되고 있다는 것이 YTN 뉴스에서 보도되었다.[19]
- 미국 대통령 트럼프는 미국이 종전 선언을 할 것이라고 하였지만, 막상 이것은 한국의 용산에 주둔하는 유엔사령부가 해체될경우 동아시아에 주둔 미군의 상당수인 특히 일본 내 유엔군 후방사령부 7곳 역시 영향을 받게 되는 일이 발생하게 되어 실제로 미국의 동아시아 지역의 영향력에 대한 여파가 큰것에 대해서 미국에서 종전 선언에 대해서 고민을 하는 것인지에 대해서, 청와대 핵심 관계자는 <한겨레>와 전화 인터뷰를 통해서 질의를 받았으며, 청와대는 미국이 종전선언을 하면 한국 역시 포함이 될 것이라는 의견을 피력했다.[20]
- 외교부 산하 국립외교원 민정훈 교수는 트럼프 미국 대통령이 종전 선언을 처음에는 쉽게 생각하였고, 북한과 적극적인 협상을 진행하였지만. 막상 이것을 결단 내리는 것이 갖는 여파를 알게 된 후에 신중한 입장을 갖게 된 것으로 분석하였다.[21][22]
- 중앙 일보와 허핑턴 포스트는, 미국내에서 한반도 비핵화와 군축에 대한 빠른 진전을 요구하는 것에 대해서, 마이크 폼페이오 미국 국무 장관은 4차 방북을 통해서 미국과 종전 선언과 북한의 핵무기 신고를 교환하는 것이 준비하고 있다. 즉 2018년 9월 유엔 총회는 한국 전잰의 종전 선언 장소로 유력한 곳으로 판단하고 있다. 즉 트럼프 대통령은 9월 25일, 문재인 대통령은 27일 북한 리용호 외무상은 29일 유엔 총회 연설이 잡혀 있음을 보도 하였다.[23][24]

### 평화 협정과 북핵의 해결
- 북미 정상회담에서 미국 대통령과 북한의 김정은 위원장이 체결한 합의에 따라서, 종전 선언을 하면 이것은 불가침 조약-평화협정'으로 이어지는 흐름을 갖게 되는데, 실제 이런 흐름의 시작인 되는 한국 전쟁에 대한 종전 선언은 북핵을 해결하는 선결 과제로 제시 되고 있다.[25]
- 트럼프 대통령의 종전 관련 하여 2018년 4월 17일에는 “남북이 종전 문제를 논의하고 있다.고하며 미국 대통령으로써 이를 축복한다”고 말을 했고, 5월 1일 김영철 북한 노동당 부위원장을 백악관에서 접견한 뒤에도 “우린 한국전쟁을 끝나는 문제에 대해 논의했다. 역사적으로 중요한 일” 이라고 하면서 적극적인 종전 선언을 지지하였다.[26]
- 트럼프 미국 대통령은 비록 종전선언을 지지 한다고 공개적으로 발언을 하고, 이것을 서명하는 것은 쉽게 할 수 있다고 하였지만, <핵과 인간>을 저술한 평화 네트워크의 정욱식 대표는 평화협정은 다음이유로 미국 행정부의 내부적인 결단이 필요하다고 주장한다. 즉 종전선언 이후 평화 협정이 체결되면, 지금처럼 대규모의 주한 미군의 한반도 주둔이 어렵고, 역시 중국 군사력 등을 견제하는 대규모 첨단 무기를 한반도에 지금처럼 배치하는 것이 제한되며, 이것은 미국의 군산 복합체의 이해관계 그리고 중국을 견제하는 미국의 패권을 위해서, 한반도를 군사 전초 기지로 활용하는 것도 어려움있어, 미국의 이익에 대한 근본적인 해결과제에 대한 내부 계산이 필요하다. 이런 이유로 평화 협정에 앞서, 평화 협상 개시 선언 또는 평화 체제와 비핵화 동시 협상 등의 대안을 제시한다.[27][28][29]

## 평화협정에 대한 각국의 이해관계
한반도에서의 평화협정을 통해서, 전쟁의 위험을 제거하고 영구적인 평화의 정착에 대해서는 남북한 및 주변 관련 국가들이 공감대를 갖고 있지만, 구체적인 면에서는 상호 다른 이해 관계를 갖고 있다.
- 남한의 경우, 문재인 대통령은 북한 핵·미사일과 한·미 군사훈련 및 북한의 각종 경제 제재조치의 완화, 등을 통해 군사적 긴장을 없에도록 하는, 영구적 한반도 평화협상을 추구한다고 독일 베를린에서 밝혔다.[31]
- 북한은 “남조선 주한미군기지는 미제침략군의 영구강점기도를 드러낸 것”이라며 “남조선 괴뢰군을 총알받이로 내몰아 북남 사이의 군사적 대결을 부추겨 북침전쟁을 도발하려는 음흉한 목적이 깔렸다”면서 “남조선 재앙의 화근인 주한미군기지는 이전이 아니라 대양 건너 제 땅으로 쫓아버리는 것이 마땅하다고 주장했다.[32] 북한은 지난 70여년 동안 주한미군 철수를 꾸준하게 주장했고 북한은 주한미군이 한반도 공산화 정책에 최대 장애물이며 주한미군을 두고 대화도 안 되고 한반도 공산화 통일도 어렵다는 논리를 펴왔다.[33]

- 중국의 경우, 중국의 공산주의와 사실상 마찬가지로 공산주의 국가인 북한을 방패막으로 여기므로 중국의 통제력이 유지되도록 남북이 분단상태가 유지 되면서 북한의 핵무기는 해제하는 평화 협정을 희망한다.[34] 중국은 "미국만 없었으면 한국은 진작에 손봤을 나라"라고 하며 한국을 군사적으로 위협하는 발언을 했고 주한미군 철수를 희망하고 있다.[35]

- 러시아는, 국제 사회에서 중재자로서의 역량을 과시를 희망하며, 자국 여론의 결집을 원한다. 남북 통일 이후 북한의 생화학무기가 외부로 퍼지지 않는 폐기를 중시하며, 향후 러시아의 대규모 천연 가스 수출 등 경제 협력 확대를 희망한다.[36]

- 일본은 남한 주도 통일을 지지하나, 통일한국이 향후 중국과 러시아와 관계가 발전하는 것에 대해서는 우려를 표하고 있다.[37][38] 캠프 데이비드 선언에서 일본 정부가 공식적으로 자유롭고 평화로운 통일 한반도를 지지한다고 밝혔다.[39]

- 미국의 경우, 남한 주도 통일을 지지하고 있다. 1차 북핵위기 당시 지미 카터 미국 전 대통령은 방북을 통한 평화협정을 권고하면서, 본인이 방북을 희망하였다.[40] 도날드 트럼프 미국 대통령은 내가 알아서 대응 하겠다고, 답변 하였다. 2018년 5월에 도널드 트럼프는 "김정은과 북미 정상회담을 하겠다"라고 김정은의 북한 평양에서의 정상회담 초대를 응하였으며, 트럼프가 역사적인 실적을 남겨서 노벨 평화상을 받기 위해 김정은 위원장의 초대에 바로 응하였다는 분석이 있다.[41] 최근 바이든 대통령은 캠프 데이비드 선언을 통해서 자유롭고 평화로운 통일 한반도를 지지한다고 밝혔다.[42]

## 국제법 상의 평화 협정
현 유엔 체제 내에서 평화 협정을 수립하는 것은 중요하지 않다. 또한 유엔은 실질 국제법에 따라 평화 조약 파트너로서 적용될 수 없다. 국제법에서 다른 나라에 대한 공격은 허용되지 않으며 보복 만이 사용될 수 있다. 국제법 전문가 인 요람 다인 스테인 (Yoram Dinstein)은 한반도는 전쟁이 합법적이었던 1945년 이전에 필요했던 평화 조약이 필요했지만 현재는 상황이 바뀌었음을 말한다. 즉 북한의 핵무기 폐기 및 포기하도록 하는 같은 '현상의 변화'를 통해 실질적인 평화를 수립하는 것이 중요하다는 점이 강조된다. 미국이 1973년에 체결한 평화 협정인 베트남전을 종전한 파리 평화 협정을 살펴보면, 국제법상의 평화 조약 그 자체보다 적절한 행동이 중요하다.

## 평화협정 관련 해결과제
- 중국의 경우, 북한과 기존에 체결된 50년간 체굴을 보장하는 북한 여러곳의 광산 자원 체굴권 등이, 평화 협정으로 인해서 남북이 통일 되더라도, 국가간의 조약이므로 보장될 것을 예상한다.[44] 중국은 "미국만 없었으면 한국은 진작에 손봤을 나라"라고 하며 한국을 군사적으로 위협하는 발언을 했으며[45] 한반도가 통일되면 한국은 중국과 국경을 마주하게 되는 위험이 있다.

- 러시아는, 우크라이나 사태로 미국의 러시아 경제 제제속에서 어려운 여건이며, 향후 북한이 경제 협력 대상으로 성장 하기 바라며, 필요시 중국 대신 원유 등 에너지 공급을 북한에 제공할 수 있다고 하였다.[46]

- 평화 협정 체결시, 기존에 한반도 정전 협정이 유엔과 이루어졌기에, 비록 미국이 주도를 하더라도 최종적인 평화 협정은 북한과 유엔(UN)이 체결 하는 것이 논리적이라고, 헤리티지 재단 래리 박사가 제안한다.[47]

- 북한 핵의 해결을 위해서, 군사적 옵션을 사용시 30분안에 1천만명의 서울 시민이 죽게 된다는 트럼프의 수석 전략가의 발언에,[48] 미국 국방 장관은 북한의 도발에 대한 군사적 대응은 준비되어 있지만 외교적 해결을 선호 한다고 발표하였다.[49]

## 백악관 평화 협정 청원
백악관의 인터넷 청원사이트 ‘위 더 피플’(We the People)에 ‘한반도 평화협정 촉구 청원’이 2018년 3월에 개설됐으며, 26일 만에 10 만명이 청원에 서명을 하였다. 백악관 ‘위 더 피플’에 제출된 청원은 30일 이내에 10만 명 이상이 서명하면 미국 행정부가 이를 공식검토한 뒤 결과를 60일 이내에 발표해야 한다.
4월 30일까지 106,643 명이 서명하였다.
7월 2일 기준 11만 1천 440명이 서명하였다.
이것은 도날드 트럼프 미국 대통령 취임 이후,
백악관 청원 13번째로 10만명을 돌파한 청원이 되었다. 추가로 1천명 이상이 서명에 참여하여, 10만 7천 605명 이상 서명을 하게 되었고, 트럼프 대통령 취임 이후 11번째 순위로 높은 서명자 순위의 백악관 청원이 되어, 한반도 평화 협정의 중요성이 강조되었다.
- 서명 사이트: 백악관 청원 https://petitions.whitehouse.gov/#signapetition 보관됨 2018-04-12 - 웨이백 머신

## 중화인민공화국의 참여 자격 문제
중국인민지원군이 중화인민공화국을 대표하는지 문제, 1994년에 군사정전위원회에서 철수한 문제 미중, 한중 수교로 미국과 중국간의 적대관계가 앞서서 청산되었기에 미국과 중국은 상호 종전된 것으로 간주해야 할 수 있지 않는가 하는 논쟁이 있다. 그러나 중국은 여전히 중화 인민 공화국(중국 인민 지원군) 을 대표하여, 반드시 한국 전쟁 종전 선언 참여를 해야 한다고 주장하였다. 왕이(王毅) 중국 외교 담당 국무위원 겸 외교부장은 중국은, 미국, 한국, 북한 그리고 중국 이렇게 4자가 참여하는 한반도 종전 선언 및 평화 협정이 되어야 하며, 종전 선언에 참여의사를 분명히 하였다.

## 같이 보기
- 한국전쟁
  - 한국 군사 정전에 관한 협정
- 평화조약
- 주한 미군
- 북미정상회담
- 남북정상회담
- 제네바 합의 - 1994년
- 제네바 협정 - 1954년
- 한국의 재통일
- 조선민주주의인민공화국의 대량살상무기
- 미국과 이란의 핵협정 (이란의 핵무기 개발을 막기 위한 협정)
- 2018년 북미정상회담